# Pristimantis altamazonicus
Espèce
Synonymes
- Eleutherodactylus altamazonicus Barbour & Dunn, 1921
- Eleutherodactylus brevicrus Andersson, 1945

Statut de conservation UICN

 LC  : Préoccupation mineure
Pristimantis altamazonicus est une espèce d'amphibiens de la famille des Craugastoridae.

## Répartition
Cette espèce se rencontre entre 200 et 1 200 m d'altitude dans le haut bassin amazonien :
- dans l'ouest du Brésil ;
- dans le sud-est de la Colombie ;
- dans l'est de l'Équateur ;
- dans l'est du Pérou ;
- dans le nord de la Bolivie.

## Publication originale
- Barbour & Dunn, 1921 : Herpetological novelties. Proceedings of the Biological Society of Washington, vol. 34, p. 157-162 (texte intégral).